# Leana Wen
Leana Sheryle Wen (Xangai, 27 de janeiro de 1983) é uma médica norte-americana, colunista do The Washington Post e analista médica da CNN. Em 2019, apareceu na lista de 100 pessoas mais influentes do ano pela Time.